# ПВ-42
ПВ-42 — советский взрыватель времен Второй мировой войны, разработанный в 1942 году для подрыва фугасных зарядов и самодельных мин при минировании железных дорог. Конструктор Н. П. Иванов.

## Конструкция
Используется с запалом МД-2 или МД-5м. Состоит из металлической коробки с откидной крышкой; корпуса ударника с помещенным внутрь него ударником и боевой пружиной; нажимного стержня с длинной и короткой втулками и колпачком, предохранительной чеки и скрепляющего винта. Приводится в действие давлением колес транспортного средства (локомотива), передаваемым через рельс и/или шпалу на нажимной стержень.

## Тактико-технические характеристики
Тип — механический, нажимного действия
Предохранитель временной — отсутствует
Масса неснаряженного, грамм — 125
Диаметр корпуса, мм — 12,3
Длина, мм:
неснаряженного — 74
с запалом МД-2 — 125
с запалом МД-5М — 119
Ширина, мм — 36
Высота, мм:
при полностью вывинченном нажимном стержне — 115
при ввинченом нажимном стержне — 100
Усилие срабатывания, кгс — 12
Ход срабатывания, мм — 3